# تشارلي ميكنالي
تشارلي ميكنالي (بالإنجليزية: Charlie McInally)‏ هو لاعب كرة قدم بريطاني، ولد في 1 فبراير 1939 في غلاسكو في المملكة المتحدة. لعب مع نادي ألبيون روفرز ونادي برينتفورد.